# 王泽山
王泽山（1935年10月10日—），吉林省吉林市人，含能材料专家，中国工程院院士，现任南京理工大学教授。

## 履历
- 1960年，毕业于哈尔滨军事工程学院。
- 1999年，当选中国工程院院士。[1]
- 2018年1月，获国家最高科学技术奖。[3]